# Seiko Yamanaka
Seiko Yamanaka (山中 誠晃 Yamanaka Seiko?, nacido el 22 de enero de 1989 en Kochi) es un exfutbolista japonés.J. League (en japonés)</ref> Jugaba de defensa y su último club fue el Fagiano Okayama de Japón.

## Trayectoria

### Clubes
| Club             | País  | Año         |
| ---------------- | ----- | ----------- |
| JEF United Chiba | Japón | 2007 - 2008 |
| Fagiano Okayama  | Japón | 2010 - 2011 |

## Estadística de carrera

### J. League
| Club             | Año   | J. League | J. League | Copa J. League | Copa J. League | Total | Total |
| Club             | Año   | Part.     | Goles     | Part.          | Goles          | Part. | Goles |
| ---------------- | ----- | --------- | --------- | -------------- | -------------- | ----- | ----- |
| JEF United Chiba | 2007  | 0         | 0         | 0              | 0              | 0     | 0     |
| JEF United Chiba | 2008  | 0         | 0         | 0              | 0              | 0     | 0     |
| Fagiano Okayama  | 2010  | 9         | 0         | -              | -              | 9     | 0     |
| Fagiano Okayama  | 2011  | 0         | 0         | -              | -              | 0     | 0     |
| Total            | Total | 9         | 0         | 0              | 0              | 9     | 0     |